# まかねソフト
株式会社まかねソフトは、かつて存在した日本のゲーム会社。株式会社さくらソフトの完全子会社であった。

## 概要
KLabは、岡山事業所の前身であるメディアインクルーズ株式会社時代から、岡山市に事業所を継続して設置した上でモバイルオンラインゲームの開発・配信を行い、KLabグループの収益向上に貢献してきた。しかし、モバイルオンラインゲーム市場は先進国を中心に成熟期を迎えており、開発などの高度化は避けられなくなっていた。このためKLabは、グループにおける経営戦略や今後のロードマップを勘案した。
KLabは2020年6月17日に、岡山事業所を同年7月31日付で、株式会社まかねソフトとして会社分割で設立することを発表。岡山事業所が担当していたタイトルは同日付でまかねソフトへ移管された他、まかねソフト全株式も翌8月1日付で株式会社さくらソフトへ譲渡された。
しかし、親会社であったさくらソフトが、他社との競争などにより業績が悪化。このため、まかねソフトはさくらソフトに連鎖する形で2021年4月14日に千葉地方裁判所から破産手続開始決定を受けた。負債総額は約1億3000万円。そして2022年4月14日に法人格が消滅した。

## 沿革
- 2020年
  - 7月31日 - KLabの完全子会社として設立。
  - 8月1日 - 株式譲渡により、さくらソフトの完全子会社となる。
- 2021年4月14日 - 千葉地方裁判所から破産手続開始決定を受ける。
- 2022年4月14日 - 法人格消滅。

## 開発タイトル
KLab岡山事業所担当タイトルの移管を受けていた。